# Масакр у Прагу 2023.
Дана 21. децембра 2023. године, у главној згради Факултета уметности Карловог универзитета, која се налази на тргу Јан Палах у центру Прага, Чешка, 15 људи је убијено у масовној пуцњави од стране студента историје. Повређено је још 25, од којих су три странца. Починиоц, Давид Козак, је потом извршио самоубиство  Пре напада, његов отац је пронађен мртав у својој кући у Хостоуну.
Починилац је важио за једног од осумњичених за двоструко убиство које се догодило шест дана раније, али је главни истражитељ навео да полиција није успела да реагује на време да спречи напад.
Овај инцидент је најсмртоносније масовно убиство у Чешкој од 1945. године, што је превазишло напад у Бохумину 2020. и једно је од најсмртоноснијих масовних убистава у Европи од масакра у позоришту Батацлан 2015. у Паризу.

## Догађаји

### Убиства у природном резервату Клановице
Дана 15. децембра 2023. године, 32-годишњи отац и његова двомесечна ћерка убијени су из ватреног оружја у шуми Клановице на источној периферији Прага. Неколико стотина полицајаца је  извршило детаљан претрес целе шуме, док је формирана специјална оперативна група у циљу проналажења починиоца. Полиција је 20. децембра саопштила да нема трагова везаних за овај случај, али да наставља потрагу за починиоцем. Сајт о ватреном оружју "zbrojnice.com" приметио је сличност случаја са убиствима „Шумског убице“ из 2005. године, када је бивши полицајац убио три случајне жртве у шуми припремајући се за планирано масовно убиство у Прашком метроу, које је спречено захваљујући његовом раном хапшењу; чланак је завршен апелом на читаоце да остану на опрезу и носе ватрено оружје са собом.
Пет сати након напада на универзитет, полиција је објавила информацију да је у кући Давида Козака пронашла доказе који га повезују са убиствима у шуми Клановице. На конференцији за новинаре 22. децембра, главни детектив Прашке 1. јединице изјавио је да је Давид био један од неколико осумњичених за поменута убиства. Међутим, пошто је живео у региону Централне Чешке, недостајало им је неколико дана да спрече пуцњаву. Централна Чешка је одвојен регион од града Прага, а сваки регион у земљи има посебну полицију. Касније тог дана, полиција је потврдила да је ватрено оружје пронађено у његовој кући балистички усклађено са мецима коришћеним за убиства у шуми.

### Убиство породице у Хостоуну, полицијска потрага
Дана 21. децембра 2023. у 12:20, мајка Давида Козака је обавестила полицију региона Централне Чешке, која је рекла да је примила поруку од пријатеља да њен син планира да изврши самоубиство и да је на путу од Хостоуна до Прага. Полиција је у 12:45 пронашла тело Козаковог оца у његовој кући. Детаљан претрес куће ометале су импровизоване експлозивне направе, које нису експлодирале. Полиција је сазнала да је Козак био студент Факултета уметности Карловог универзитета. Налог за претрес је издат и одмах потом објављен; потерница је показала да је Козак наоружан и опасан. Полиција је такође започела безбедносну операцију на аеродрому Вацлав Хавел у Прагу  где је Козаков отац радио у одељењу за безбедност аеродрома.
Прашки полицајци ушли су у главну зграду Факултета уметности нешто после 13:00 часова, где су добили информацију да је Козак требало да присуствује предавању у 14:00 часова у другој згради у улици Целетна. Пошто је Полицијска управа Централне Чешке издала налог за претрес наоружане особе која ће вероватно себи одузети живот, полицајци су напустили главну зграду у 13:49, не предузимајући ништа. Неколико полицијских јединица је послато да евакуише зграду Факултета уметности, где су веровали да ће Козак бити присутан на настави; евакуација је завршена у 14:22. Давид није пронађен у згради нити у њеној близини.

### Пуцњава на Карловом универзитету
У 14:59, полиција је примила прве позиве о пуцњави која се догодила у главној згради Факултета уметности на Тргу Јана Палаха, дванаест минута хода од евакуисане зграде у Целетни. Починилац је отворио ватру у ходницима и учионицама петог спрата зграде, док су се особље и ученици забарикадирали у просторијама користећи намештај. Неколико оних који су били унутра побегли су из зграде скочивши на терасу на крову са спољних платформи.
Прве полицијске јединице, које су биле наоружане пиштољима, стигле су до зграде у 15:05. Након доласка полиције, из зграде се није чула пуцњава. На основу информација добијених од студената, полицајци су почели трагање за починиоцем на горњим спратовима, док су остали службеници почели да евакуишу студенте са нижих спратова у Рудолфинум преко пута. Власти су известиле да су виделе "гомиле муниције" у ходницима зграде, додајући да је Козак унео више оружја у универзитет. Градске службе хитне помоћи су на лице места послале и велики број својих јединица.
Полицајци су трагали за починиоцем на горњим спратовима када су у 15:11 добили дојаву да пуца на људе са крова. Пуцњава је такође изазвала панику напољу, а људи су бежали са Карловог моста. Полиција је изгубила мало времена тражећи улаз за кров, јер није био обележен и читаво подручје је било тешко за навигацију. У међувремену, починиоца су напали полицајци који су пуцали на њега са нивоа улице. У 15:20 Давид је себи одузео живот на крову зграде. Полиција је касније претражила трг Јана Палаха и балкон у потрази за експлозивом. Преко 200 полицајаца учествовало је у овој акцији.
Снимак репортера Јиржија Формана приказује Козака на крову универзитета са пушком. Форман, који се склонио, викнуо је на Давида да пуца у његовом правцу у успешном покушају да одвуче ватру од ученика који су бежали из зграде.

## Жртве
Четрнаест људи је погинуло, а 25 је повређено.  Тринаест жртава на универзитету умрло је у згради, док је још једна преминула касније у болници, иако су чешки медији објавили да је један од погинулих пао са зграде док је покушавао да побегне, а да је неколико повређено због истих околности.
Две жртве су били чланови особља факултета, укључујући Ленку Хлавкову, шефицу Музиколошког института Карловог универзитета, и Јана Дласка, предавача на универзитетском одсеку за германистику. Међу преосталим погинулима били су студенти, укључујући једног који је такође радио као лектор у новинама Лидове новини, атлетичара у бацању кугле који је освојио девет медаља на републичким и међународним такмичењима и члана добровољног ватрогасног друштва села Велиховки. Десет повређених је у тешком стању. Међу повређенима су три страна држављана, и то један холандски држављанин и два држављанина Емирата. Три особе су рањене на улицама када је починилац отворио ватру са крова.

## Починилац
Полицајац Интерпола у Прагу идентификовао је починиоца као Давида Козака, 24-годишњег студента светске историје  из Хостоуна, 21 километар од Прага, који је дипломирао историју и европске студије на Факултету уметности. Полиција је саопштила да починилац није имао кривични досије.
Шеф чешке полиције Мартин Вондрашек је рекао да је починилац имао дозволу за оружје и поседовао осам комада оружја. Као држава чланица Европске уније, Чешка Република се придржава Европске директиве о ватреном оружју  и легална доступност ватреног оружја је упоредива са другим земљама ЕУ. Године 2021. уставним амандманом на државну Повељу о основним правима и слободама грађани су имали право да бране себе или друге пиштољем, при чему је наведено да то право не може бити ограничено посебним законом. Да би легално поседовала ватрено оружје у Чешкој Републици, особа мора прво да добије дозволу за оружје, за коју је потребна минимална старост од 21 године, лекарски преглед, испит о познавању оружја и чист кривични досије. Напади оружјем у земљи су ретки.
Налог на Телеграму  који се води на њега садржао је текстове на течном руском  где је хвалио двојицу масовних убица из Русије, Илназа Гаљавијева и Алину Афанаскину. У тим текстовима примећене су суицидалне тенденције. Ову информацију пренели су чешки медији, али је полиција није званично потврдила. Према неким извештајима, Телеграм налог је вероватно лажан, јер је један пост уређен након смрти стрелца, а постове је вероватно написао руски говорник.
Министар унутрашњих послова Вит Ракушан рекао је да нема других починилаца, али је позвао све на сарадњу са полицијом, додавши да истражитељи не повезују овај догађај са екстремизмом.

## Последице
Вече након напада, пролазници су запалили свеће и оставили цвеће на месту напада. Фондација Карловог универзитета и заједница Клановице најавили су хуманитарну онлајн акцију прикупљања средстава за помоћ онима који су погођени трагедијом. Фудбалска утакмица УЕФА Лиге шампиона за жене 2023–24. између Славије из Прага и Ст. Пелтена, која је требала да се одигра у Прагу на дан масакра, одложена је. Неколико других спортских и културних догађаја је такође отказано, док су божићне пијаце широм земље биле или затворене или смањеног радног времена тог кобног 23. децембра.
Након пуцњаве, полиција је привела четири особе под сумњом да су претиле да ће ископрати нападе или су изразиле одобравање инцидента, док је присуство полиције на одабраним локацијама, укључујући школе, појачано до 1. јануара 2024.
Власти су реаговале на неколико лажних узбуна о потенцијалним нападима након инцидента, укључујући две преваре везане за бомбу у Прагу. У Словачкој је полиција ухапсила 64-годишњег мушкарца у Жилини након што је позвао хитну помоћ и рекао да намерава да уради „оно што се догодило у Прагу“ вече након напада.

## Реакције

### Домаћа јавност
Током бдења на Карловом универзитету 22. децембра, ректорка Милена Краличкова је рекла да је „Академска заједница потресена, дубоко потресена." Премијер Петр Фијала отказао је своје заказане догађаје у Оломоуцу и отпутовао у Праг убрзо након пуцњаве. Председник Петр Павел изразио је "искрено саучешће" породици и пријатељима жртава путем друштвених мрежа, а такође је скратио путовање у Француску.
Фијала је касније прогласио дан жалости за 23. децембар, са вијорењем застава на пола копља и минутом ћутања одржаним у подне, уз звоњаву звона за жртве. Тог дана одржана је и миса за страдале у катедрали Светог Вида којој су присуствовали Павел и председник скупштине Милош Вистрчил. Службу је служио Јан Граубнер, римокатолички надбискуп Прага, који је изразио шок због инцидента и изразио "потребу да се јасно осуди оно што се догодило" истовремено гледајући у будућност. Ректорка Универзитета такође је рекла да „нико не треба да остане сам у овим тешким тренуцима“. Верске службе за жртве одржане су и у другим деловима земље.

### Светска јавност
Многи међународни лидери су изразили саучешће, укључујући председника Србије Александра Вучића, председницу Европске комисије Урсулу фон дер Лајен, председника Сједињених Држава Џоа Бајдена, председника Украјине Володимира Зеленског, канадског премијера Џастина Трудоа, Председницу Словачке Зузану Чапутовау и премијера Роберт Фицоа, турско министарство спољних послова, немачког канцелара Олафа Шолца, мађарског премијера Виктора Орбана, француског председника Емануела Макрона, финског председника Саулија Ниинистеа, и Папа Фрању.